# ねこ球9
『ねこ球9』（Nekoきゅうナイン）は、介錯による日本の漫画作品。タイトルやロゴが野球漫画のようだが、実際はギャグ漫画(一応野球の要素は含まれている)。登場人物は全員猫耳。

## 登場人物
猫神るい
主人公。
ちひろ
るいを部活に勧誘する。
アキ
部長。
長谷川御陀仏丸
五月人形。
先輩
本名不明。
NMX-09
ロボット。
さや
部員。
宇宙人
二匹おり、一匹は地球滅亡を企む。一匹は部活に居座る。
トモ
るいの妹。

## 単行本
- 介錯 『ねこ球9』 集英社《ヤングジャンプ・コミックス》 全1巻
  1. 2010年4月24日発売 ISBN 978-4-08-877847-1